# Séismes de 2012 à Sumatra
Les séismes de Sumatra sont deux séismes d'une magnitude de 8,6 et 8,2 qui ont frappé une partie de l'Indonésie.

## Contexte
L'île de Sumatra est située sur la limite entre la plaque australienne et la plaque de la Sonde. La plaque australienne passe sous la plaque de la Sonde. 

## Conséquences
Malgré un fort ressenti de la population, il n'y a que 5 victimes. La vague résultant des séismes était peu importante (environ 1 m).

## Spéculations
Des équipes de chercheurs pensent que la plaque australienne est train de se fissurer en deux. Des explorations sont en cours dans le bassin de Wharton.